# Jenůfa

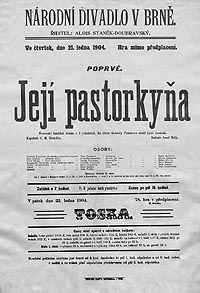
Poster voor de première (1904)

Jenůfa. Její pastorkyňa (Nederlands: Jenůfa. De stiefdochter) is een opera van de componist Leoš Janáček uit 1904.

## Geschiedenis
Její pastorkyňa, later vooral bekend geworden onder de naam Jenůfa, is een opera van Janáček waaraan hij tussen 1894 en 1903 werkte en die op 21 januari 1904 in Brno in première ging. De opera werd opgedragen aan zijn dochter Olga (1880-1903), de dochter die een jaar eerder was overleden en wier overlijden mede de componist in een crisis bracht.

### Opvoeringen in Nederland en Brussel
In Nederland werd de opera voor het eerst in het Duits opgevoerd op 28 november 1943 in de Haagse Koninklijke Schouwburg, gevolgd door Nederlandstalige opvoeringen in de jaren 1950 en Tsjechische in de jaren 1970.
In de Brusselse Koninklijke Muntschouwburg werd de opera voor het eerst opgevoerd op 25 juli 1958. Een tweede productie ging in première op 27 oktober 1987 (hernomen in 1991) en op 21 januari 2014 ging een derde productie in première.